# مسیه ۱۲
مسیه ۱۲(به انگلیسی: Messier 12) یا ان‌جی‌سی ۶۲۱۸ یک خوشه ستاره‌ای کروی در صورت فلکی مارافسای است که فاصله آن از زمین هجده هزار سال نوری و قدر ظاهری آن ۸.۰ است.

## نگارخانه

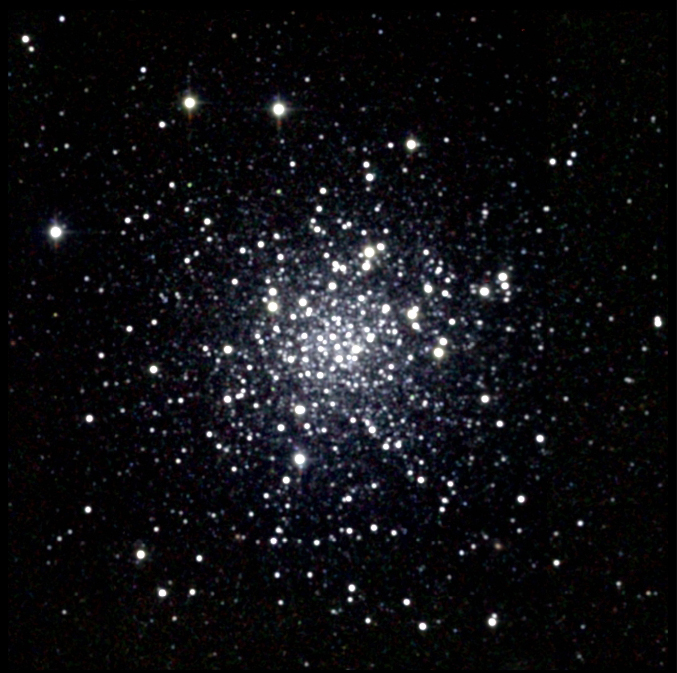
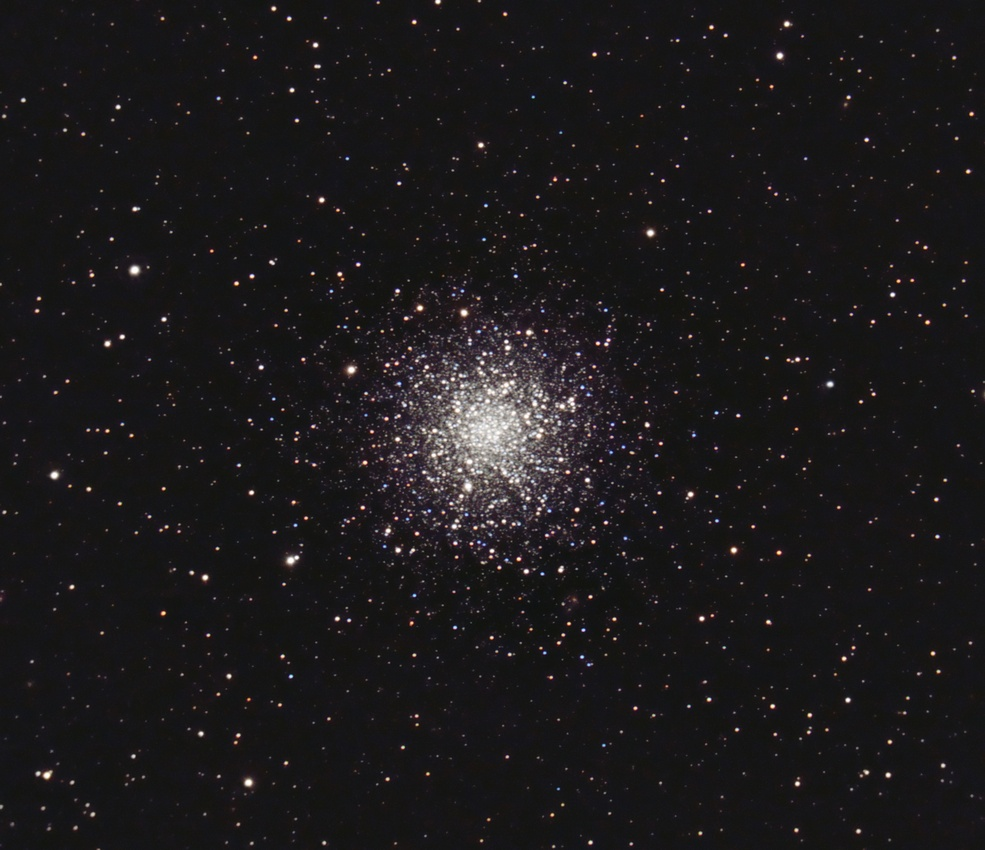
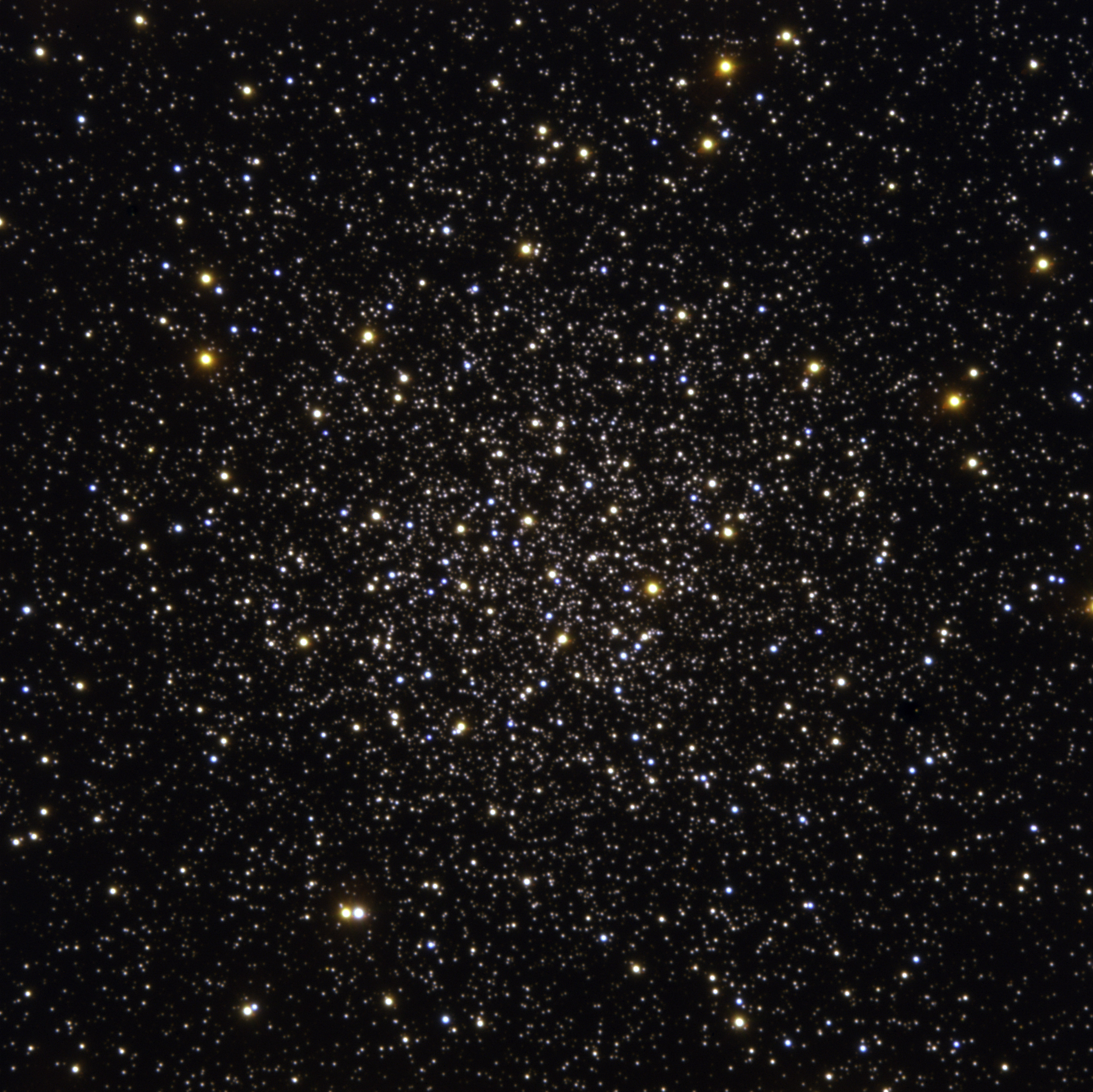